# Gunnar Mamani
Gunnar Mamani es un santo popular de la ciudad de Cochabamba, Bolivia. 

## Muerte
Gunnar murió el 6 de junio de 2010, a la edad de 20 años, luego de caer accidentalmente al río Rocha, al tropezarse en un paso a desnivel en el puente Huayna Kapac. Murió camino al hospital y fue enterrado en el Cementerio General de Vinto. Dejó en la orfandad a una hija. Quienes lo conocieron lo recuerdan como una persona generosa y sensible.

## Devoción
Feligreses de distintos lugares de Cochabamba, de otras ciudades del país e incluso del extranjero llegan hasta el altar dedicado a Gunnar para pedir por su salud, trabajo o bienestar familiar. Las personas suelen visitar el lugar los días lunes, el primer viernes de cada mes, el día de Todos Santos y el aniversario de la muerte de Gunnar. Fue su familia la que construyó el altar luego de la muerte de Gunnar, sin saber que luego se convertiría en un lugar de peregrinación. Actualmente, el altar cuenta con una réplica del Cristo de la Concordia